# Berger (Missouri)
Berger é uma cidade localizada no estado americano de Missouri, no Condado de Franklin.

## Demografia
Segundo o censo americano de 2000, a sua população era de 206 habitantes. 
Em 2006, foi estimada uma população de 205, um decréscimo de 1 (-0.5%).

## Geografia
De acordo com o United States Census Bureau tem uma área de 
0,8 km², dos quais 0,8 km² cobertos por terra e 0,0 km² cobertos por água. Berger localiza-se a aproximadamente 169 m acima do nível do mar.

## Localidades na vizinhança
O diagrama seguinte representa as localidades num raio de 20 km ao redor de Berger. 